# Nacistički eksperimenti na ljudima
Nacistički eksperimenti na ljudima podrazumijevaju niz medicinskih eksperimenata na velikom broju zatvorenika (uključujući djecu) koji se dogodio u Trećem Reichu. Zločini su se odvijali unutar koncentracijskih logora od 1940. do 1945. godine (tijekom Drugog svjetskog rata i Holokausta). Ciljana populacija bili su Romi, Sinti, etnički poljaci, sovjetski ratni zarobljenici, njemački invalidi i Židovi. 
Nacistički liječnici i njihovi asistenti prisiljavali su zatvorenike na učestvovanje u eksperimentima te bi eksperimenti najčešće završavali smrću, psihičkim i fizičkim traumama, invaliditetom (nepokretnost, sljepoća, mentalne poteškoće i sl.). Cilj i smisao ovih eksperimenata bio je stvaranje nadmoćnog oružja koje bi nacističke trupe koristile kao prednost na bojišnici. Naglasak se najviše stavljao na vojnu medicinu te na preživljavanje ekstremnih uvjeta poput dehidracije, velikih visina i sl. Zabilježen je određeni broj eksperimenata u kojima su nacistički liječnici pokušali "izliječiti" homoseksualnost. 

## Eksperimenti
Dokumenti Nuremberških vojnih sudova ukazuju na to da su nacisti vršili eksperimetime na sljedećim i oko sljedećih područja: hrana, morska voda, žutica, sulfanilamidi, kuagulacija krvi, gnojne upale i sl.

### Eksperimenti na blizancima
Eksperimenti na blizancima obavljani su u koncentracijskim logorima s ciljem da se pokažu sve sličnosti i razlike u njihovoj genetici, odnosno da se dokaže može li se ljudskim tijelom (genima) manipulirati bez utjecaja prirode. Tijekom 1943. i 1944. godine obavljeno je preko 1500 eksperimenata, a samo je oko 200 ljudi preživjelo Najekstremniji primjeri eksperimenata vršeni su tako što bi se operativnim zahvatom pokušalo od dva blizanca napraviti sijamske blizance

### Transplantacije kostiju, mišića i živaca
Od rujna 1942. do prosinca 1943. provedeni su eksperimenti u koncentracijskom logoru Ravensbrück kako bi se istražile mogućnosti presađivanja kostiju, mišića i živaca. Operativnim zahvatima uklanjane su cijele ili samo dijelovi kostiju, mišića i živaca i to najčešće bez korištenja anestezije. Rezultati ovih eksperimenata bile su teške agonije, bolovi, infekcije te trajni invaliditet.

### Hipotermija
Godine 1941. nacističko ratno zrakoplovstvo provelo je niz eksperimenata koji su trebali pokazati znanstvenicima kako najbolje spriječiti hipotermiju. Procjenjuje se kako je obavljeno ukupno 360 do 400 eksperimenata, a oko 300 žrtava eksperimentima je podvrgnuto više od jednom.
| Pokušaj br. | Temperatura vode | Tjelesna temperatura prilikom vađenja iz vode | Temperatura tijela u trenutku smrti | Vrijeme u vodi | Vrijeme smrti |
| ----------- | ---------------- | --------------------------------------------- | ----------------------------------- | -------------- | ------------- |
| 5           | 5.2 °C           | 27.7 °C                                       | 27.7 °C                             | 66'            | 66'           |
| 13          | 6 °C             | 29.2 °C                                       | 29.2 °C                             | 80'            | 87'           |
| 14          | 4 °C             | 27.8 °C                                       | 27.5 °C                             | 95'            |               |
| 16          | 4 °C             | 28.7 °C                                       | 26 °C                               | 60'            | 74'           |
| 23          | 4.5 °C           | 27.8 °C                                       | 25.7 °C                             | 57'            | 65'           |
| 25          | 4.6 °C           | 27.8 °C                                       | 26.6 °C                             | 51'            | 65'           |
|             | 4.2 °C           | 26.7 °C                                       | 25.9 °C                             | 53'            | 53'           |

U drugom eksperimentu zatvorenici su bez odjeće iznešeni na otvoreno područje gdje su temperature bile i do šest stupnjeva ispod ništice, a ovim se eksperimentima pokušavalo otkriti kako uspješno zagrijati pacijente nakon pothlađivanja. Također je zabilježeno više eksperimenata u kojima se zatvorenike nakon tretmana hladnom vodom ili zrakom bacalo u kipuću vodu kako bi se što prije odmrznuli.

### Eksperimenti s morskom vodom
U drugoj polovici 1944. godine eksperimenti s morskom vodom provodili su se u koncentracijskom logoru Dachau, a cilj eksperimenata bio je ispitivanje različitih metoda kako bi vojnici na bojištu mogli piti morsku vodu. Najveći eksperiment uključivao je 90 roma kojima se određeni period uskraćivala hrana i pitka voda, odnosno kao izvor tekućina pili su isključivo morsku vodu. Eksperimente je provodio doktor Hans Eppinger, a rezultati eksperimenta bili su smrtonosni. Pacijenti su bili toliko deihidrirani da su lizali svježe oprane podove u nadi da će utažiti vlastitu žeđ.

### Sterlilizacija i plodnost
14. srpnja 1933. godine nacisti su donijeli zakon u kojem je stajalo da se, zbog opstanka i rasta arijske rase, moraju legalizirati sterilizacije osoba čije su bolesti nasljedne i mogu utjecati na buduće potomke: slaboumnost, shizofrenija, alkoholizam, ludilo, sljepoća, gluhoća, fizičke deformacije i sl. 1% građana u dobi od 17 do 24 godine, bilo je sterilizirano u roku od dvije godine nakon usvajanja ovog zakona.
U roku od 4 godine, 300 000 pacijenata bilo je sterilizirano. Od ožujka 1941. godine do siječnja 1945. godine eksperimenti koji su uključivali sterilizaciju zatvorenika (pacijenata) provedeni su u sabirnom logoru Auschwitz, Ravensbruck i drugima pod vodstvom doktora Carla Clauberga. Cilj ovih eksperimenata bio je razvijanje metode sterilizacije koja bi bila optimalna za sterilizaciju milijuna ljudi s minimalno uloženih sredstava i vremena. U eksperimentima su se koristile sljedeće metode: zračenje, ubrizgavanje lijekova i droga, operativni zahvati.
U eksperimentima su korištene intravenozne injekcije joda i željezovog nitrata te su bile uspješne, ali su za sobom ostavljale velike nuspojave poput vaginalnog krvarenja, jake abdominalne boli, karcinoma cerviksa i  sl. Naučinkovitija nacistička metoda sterilizacije koje nije donosila velike nuspojave (osim opeklina) bila je tretman radijacijom koja je uspješno uništavala muškarčevu sposobnost da proizvodu spermu, odnosno sposobnost žena da proizvode jajne stanice.

### Eksperimenti s otrovima
Negdje je između prosinca 1943. i 1944. godine pokusi su provedeni u logoru Buchenwald te su za cilj imali istražiti utjecaj različitih otrova na ljudsko tijelo. Otrovi su tajno dodani u hranu zatvorenika. Zatvorenici koji su umrli odmah su odvedeni na autopsiju, a oni koji su preživjeli djelovanje otrova ubijeni su kako bi se na njima također provela obdukcija. Tijekom rujna 1944. godine dio zatvorenika ranjavan je otrovnim mecima (često su umirali u teškim mukama).

### Visinski eksperimenti
U prvim mjesecima 1942. godine zatvorenici u koncentracijskom logoru Dachau korišteni su za eksperimente kako bi se testirala izdržljivost ljudskog tijela pri velikim visinama. Smisao i cilj ovog testa bio je otkrivanje kakav utjecaj imaju velike visine na mozak pilota, odnosno kako velike visine utječu na tijelo kad se pilot katapultira iz kokpita na visini do 20 000 metara. Od 200 zatvorenika koji su sudjelovali u eksperimentima koji su uključivali simulaciju visinskih uvjeta u niskotlačnim komorama umrlo je njih 80. Preživjeli zatvorenici kasnije su ubijeni. U pismu koje je Rascher napisao Himmleru detaljno opisuje jedno od testiranja u niskotlačnim komorama. Zatvorenik je opisan kao 37-godišnjak dobrog zdravlja. Nakon nekoliko minuta u niskotlačnoj komori postupno je ostao bez kisika te je pokazao znakove abnormalnog ponašanja. Nakon četiri minute u komori zatvorenih je počeo nekontrolirano mahati glavom te je nakon kratkog vremena pao u nesvjest. U pismu također opisuje kako zatvorenik leži nepomično te diše samo 3 puta u minuti. Umro je nakon 30 minuta.

### Zgrušavanje krvi
Sigmund Rascher ekperimentirao je s učincima Polygala, supstance napravljene od ekstrakta cikle i pektina (biljno vlakno). Rascher je želio dokazati kako preventivno korištenje ove supstance može reducirati krvarenje koje nastane prilikom ranjavanja vatrenim oružjem ili ubodima, odnosno da može olakšati posao ratnim kirurzima. Zatočenicima bi se konstantno davala određena doza ove supstance (kroz neki vremenski period, pr. mjesec dana) te bi ih se potom ranjavalo iz vatrenog oružja (u vrat ili prsa) ili bi im se amputirali udovi bez anestezije.